# Mehanička energija
Mehanička energija je zbroj potencijalne i kinetičke energije u mehaničkom sustavu, to jest energija koja ovisi o položaju i gibanju tijela zbog djelovanja sile.

## Energija u konstantnom gravitacijskom polju
Kad dižemo kamen, vršimo mehanički rad. Jednakom silom moramo vući prema gore kakvom težina vuče kamen prema dolje. Što je kamen teži i što ga više podignemo, to vršimo veći rad. Rad je jednak umnošku sile i postignute visine. Guramo li teški kamen na glatkom podu, moramo svladati silu trenja između kamena i poda. Izvršeni rad opet je to veći što dulje guramo kamen. Općenito vrijedi:
mehanički rad = sila x put
Rad mjerimo u džulima. Jedan džul je rad što ga izvršimo kad protiv sile od jednog njutna pomaknemo tijelo za jedan metar. 
Svaki rad izaziva neku promjenu u prirodi. U čemu je sadržan rad što smo ga izvršili dignuvši tijelo uvis? Očito se samo tijelo nije promijenilo. Promjena se sastoji jedino u povišenom položaju prema Zemljinoj površini. Taj novi položaj osposobljuje tijelo da padajući na prvobitnu razinu vrši neki rad, na primjer vuče neki teret uvis. Ova sposobnost vršenja rada zbog povišenog položaja zove se potencijalnom energijom tijela. Što je tijelo više podignuto, to ima veću potencijalnu energiju. Potencijalna energija proizlazi iz različitih položaja tijela prema Zemlji, pa se zato često i zove energija položaja. 
Nema samo potencijalna energija sposobnost da vrši rad. Zrak i voda u strujanju mogu pokretati teška mlinska kola. Brza kugla može razbiti predmete ili ih baciti uvis. Ova sposobnost tijela u gibanju da vrše rad zove se kinetička energija. Tijela imaju veću kinetičku energiju, ako se brže kreću. Vršeći rad tijela gube brzinu pa dakle i kinetičku energiju. Okrećući mlinska kola, vjetar ili struja se usporuju. 
Potencijalna i kinetička energija međusobno su prisno povezane. Razjašnjenju te veze bitno je pridonijelo ispitivanja gibanja pod djelovanjem sile teže. Kad tijelo pada ili se diže, stalno mu se mijenja kinetička i potencijalna energija. Zamislimo da kamen iz određene visine počinje padati prema zemlji. Na početku kamen miruje pa nema nikakve kinetičke energije. On ima potencijalnu energiju, koja je jednaka umnošku njegove težine i visine. Padajući u nizinu, kamen umanjuje svoju potencijalnu energiju, ali povećava brzinu i kinetičku energiju. 
Pri slobodnom padu naraste tijelu u svakoj sekundi brzina za ubrzanje g sile teže. Poslije vremena t tijelo ima brzinu g∙t. Kad bi tijelo padalo s konstantnom brzinom, prevalilo bi put jednak umnošku brzine i vremena. No, uistinu, u datom vremenu t naraste tijelu brzina od 0 do g∙t. Prosječna brzina u tom vremenu jednaka je dakle 1/2∙g∙t. Prevaljeni put jednak je onom putu što bi ga tijelo prevalilo gibajući se s tom prosječnom brzinom. Brzina v i put s pri slobodnom padu dani su poznatim Galilejevim jednadžbama:
{\displaystyle v=g\cdot t}
{\displaystyle s={\frac {g}{2}}\cdot t^{2}}
Visinu tijela nad tlom označit ćemo sa x. Potencijalna energija tijela jednaka je m∙g∙h. Uzmimo da se na početku tijelo nalazi na visini x0. Poslije vremena t tijelo padne na visinu x. Put je dakle jednak x0 - x, a to je po Galileijevim jednadžbama jednako 1/2∙g∙t. Pomnožimo jednadžbu:
{\displaystyle x_{0}-x={\frac {g}{2}}\cdot t^{2}}
lijevo i desno s m∙g i uvrstimo za vrijeme t = v/g:
{\displaystyle m\cdot g\cdot x_{0}-m\cdot g\cdot x={\frac {1}{2}}\cdot m\cdot v^{2}}
{\displaystyle m\cdot g\cdot x_{0}={\frac {1}{2}}\cdot m\cdot v^{2}+m\cdot g\cdot x}
Kako je u početku na visini x0 sveukupna energija bila samo potencijalna energija:
{\displaystyle E=m\cdot g\cdot x_{0}}
Dakle iz zakona slobodnog pada proizlazi neposredno da je zbroj:
{\displaystyle E={\frac {1}{2}}\cdot m\cdot v^{2}+m\cdot g\cdot x}
konstanta gibanja. Prvi član je kinetička energija. Ona je razmjerna kvadratu brzine. Pri padu se tijelu umanjuje potencijalna energija, ali se povećava kinetička energija. Gubitak potencijalne energije jednak je porastu kinetičke energije. 
Pri gibanju tijela nad tlom uvijek je zbroj kinetičke i potencijalne energije stalan. Kad top izbaci granatu uvis, ona ima veliku kinetičku energiju. Ta je osposobi da se digne visoko. Pri dizanju raste potencijalna energija. Porast potencijalne energije događa se na štetu kinetičke energije. Kad granata postigne najveću visinu, njena je kinetička energija jednaka nuli. 
Načelu energije primaknuo se prvi G. Galilei. Ispitujući padanje tijela niz kosinu, opazio je da brzina tijela ne ovisi o nagibu ravnine nego samo o visini s koje je palo. Brzina udara o tlo jednaka je bez obzira na to da li je kuglica s iste visine pala po manje ili više strmom putu. Danas bismo rekli da je u oba pada kuglica izgubila istu potencijalnu energiju, pa su i na kraju kinetičke energije jednake. Ispravnost tog načela Galilei je opazio i u titranju njihala. Kad pomaknemo kuglicu s dna zaobljene zdjelice u povišeni položaj, tada zadobiva ona izvjesnu potencijalnu energiju. Iz povišenog položaja pada kuglica prema položaju ravnoteže. Kad stigne na dno, gubi zadobivenu potencijalnu energiju, ali stekne izvjesnu brzinu. Kinetička energija osposobljava je da se na suprotnu stranu ponovo uzdigne na mjesta više potencijalne energije. Galilei je primijetio da će se kuglica, ma kakav bio oblik zdjelice na drugoj strani, dići do iste visine za koju je pala. To Galileijevo opažanje sadrži već jezgru načela o održanju energije.
Kvantitativno je načelo energije prvi objasnio C. Huygens. Slavni graditelj mehaničkog sata mnogo je razmišljao o titranju njihala. U raspravi o satu na njihalo iznio je godine 1673. temeljnu spoznaju dugogodišnjeg ispitivanja. Bilo je to načelo o održanju energije. Huygens je našao da je pri padu kuglice njihala kvadrat brzine razmjeran visini pada. To je isti odnos koji je Galilei postavio za slobodni pad. Huygens je spoznao temeljno značenje veličine m∙v2 i umnoška težine s visinom. Premda im nije dao današnja imena i općenitost, on je uveo i upotrebljavao kinetičku i potencijalnu energiju kako to odgovara načelu energije. S punim pravom treba, dakle, da Huygensa smatramo otkrivačem načela energije u mehanici. 
Opće izricanje načela energije bilo je tek tada moguće kad je I. Newton našao zakon gibanja. Zacijelo, moralo je proći gotovo jedno stoljeće prije nego što se u okviru mehanike shvatio puni doseg novog načela. Načelo o održanju energije u općem i savršenom obliku izrekao je Daniel Bernoulli 1748.